# والتورویل (جورجیا)
والتورویل، جورجیا (به انگلیسی: Walthourville, Georgia) یک شهر در ایالات متحده آمریکا با جمعیت ۴٬۱۱۱ نفر است که در جورجیا واقع شده‌است.

## موقعیت جغرافیایی
موقعیت جغرافیایی شهرها و مناطق اطراف به شرح زیر است: